# Hans Strauß (Theologe)
Hans Strauß (* 12. Februar 1932 in Düsseldorf; † 14. Juli 2011) war ein deutscher evangelischer Theologe.

## Leben
Er studierte Theologie in Wuppertal, Heidelberg, Mainz und Bonn. Er war als Kirchenrat Dezernent für Theologische Fortbildung im Landeskirchenamt des Evangelischen Kirche im Rheinland. Nach der Promotion in Bonn 1960 lehrte er ab 1966 als ordentlicher Professor an der Universität im brasilianischen São Leopoldo. 1983 habilitierte er sich an der Universität Bonn und wurde ebenda 1988 außerplanmäßiger Professor für Altes Testament.

## Schriften (Auswahl)
- Der Christus zur Rechten Gottes. Predigten über das apostolische Glaubensbekenntnis. Gütersloh 1964, OCLC 1033764671.
- Messianisch ohne Messias. Zur Überlieferungsgeschichte und Interpretation der sogenannten messianischen Texte im Alten Testament. Frankfurt am Main 1984, ISBN 3-8204-5211-7.
- Gott preisen heißt vor ihm leben. Exegetische Studien zum Verständnis von acht ausgewählten Psalmen Israels. Neukirchen-Vluyn 1988, ISBN 3-7887-1279-1.
- „...eine kleine Biblia“. Exegesen von dreizehn ausgewählten Psalmen Israels. Neukirchen-Vluyn 2003, ISBN 3-7887-1949-4.